# Kourion

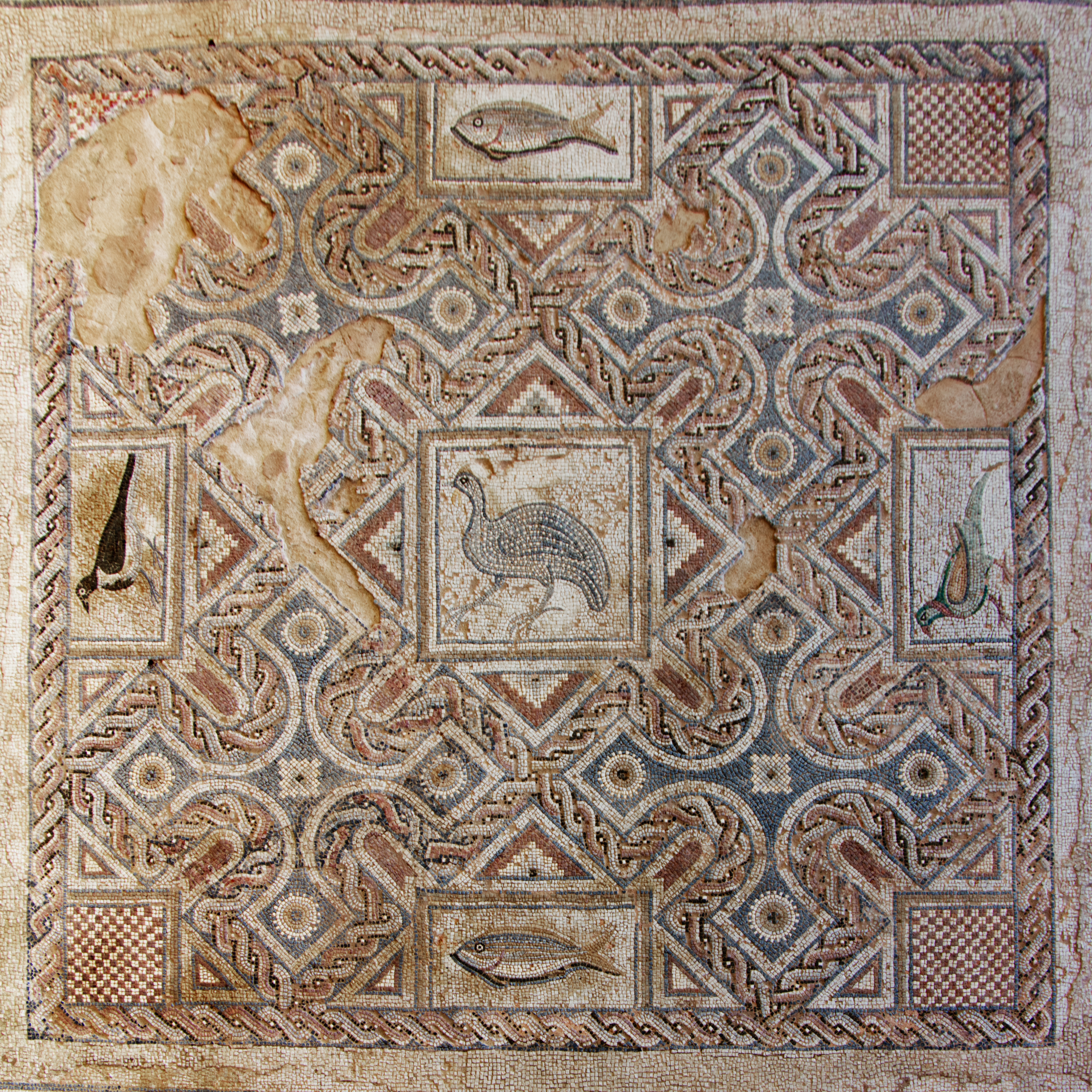
Mosaik in der „Villa des Eustolios“

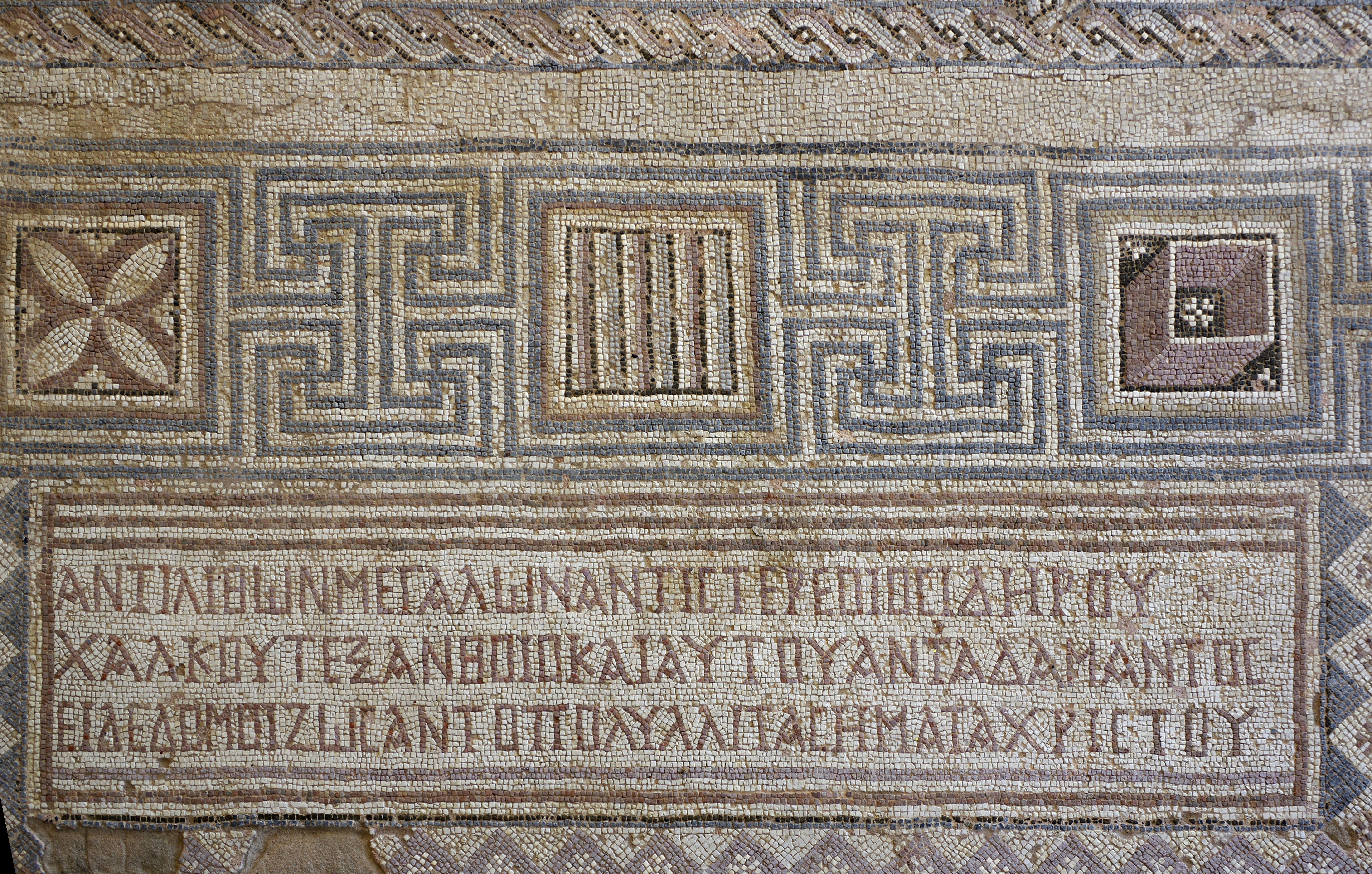
Mosaik in der „Villa des Eustolios“

Kourion, auch Kurion, assyrisch Ku-ri-i, altgriechisch Κούριον, lateinisch Curium, ist ein eisenzeitliches Stadtkönigreich und eine antike Stadt westlich des Kouris und der Halbinsel Akrotiri an der Südwestküste der Mittelmeerinsel Zypern westlich des heutigen Limassol. Kourion liegt auf dem Gebiet der britischen Sovereign Base Area Akrotiri.

## Geschichte
Die Stadt entstand wahrscheinlich im 13. Jahrhundert v. Chr. Laut Strabon war Kurion eine argivische Gründung. Die erste Nennung Kourions erfolgte 673/672 v. Chr.: auf der Kition-Stele wird sie als „Ku-ri-i“ erwähnt.
Westlich von Kurion lag eine Halbinsel, von der Frevler, die den Altar des Apollon berührt hatten, ins Meer geworfen wurden.
Aus Kourion stammt die älteste Inschrift, die den Gott Apollon nennt, der als Hauptgott der Stadt gilt. Sie stammt aus dem 5. Jahrhundert v. Chr. Dabei verschmolz ein lokaler Gott, der nur als „teo“ erscheint, mit Apollon. Darauf weist zudem die Tatsache hin, dass diesem seit dem 8. Jahrhundert meist in Terrakotta gefertigte Votivgaben geweiht wurden, die überwiegend die Form von Reitern oder Wagenführern annahmen, und die dann auch für Apollon die Hauptgaben darstellten. Dieser wurde in seiner Eigenheit als Kriegsgott und Beschützer der Kämpfer verehrt.

## Archäologische Stätte

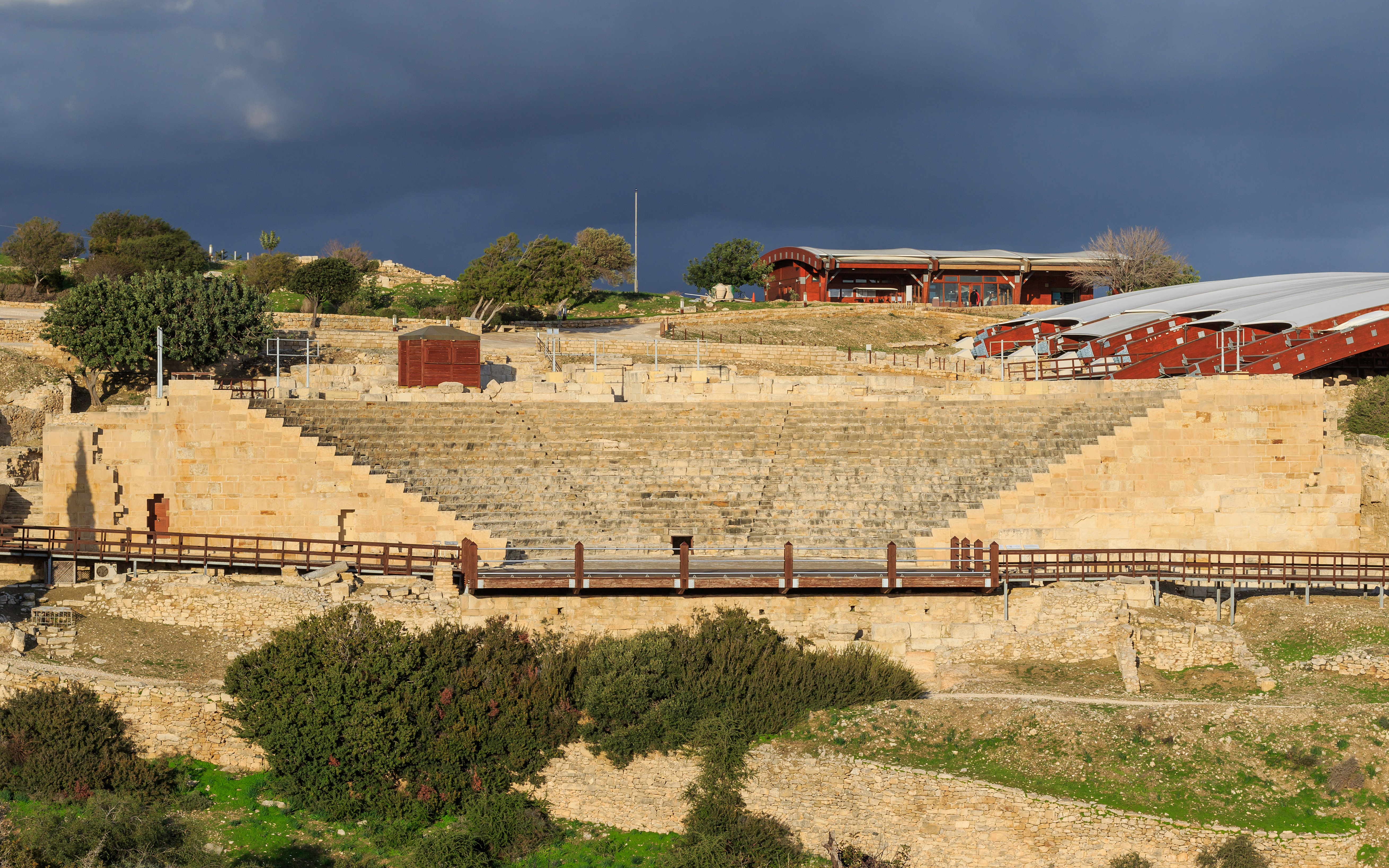
Das griechisch-römische Theater in Kourion

Die Ausgrabungen des antiken Kourion erfassten mehrere Gebäude mit zahlreichen gut erhaltenen Fußbodenmosaiken, darunter das „Gladiatorenhaus“, das „Haus des Achilles“ (beide nach Motiven dortiger Mosaike benannt), die „Villa des Eustolios“ (5. Jahrhundert n. Chr.), ein Theater mit Sicht aufs Meer (1. bis 2. Jahrhundert n. Chr.), eine Agora, eine frühchristliche Basilika und das „Erdbebenhaus“ mit Skeletten der von einem Erdbeben überraschten menschlichen und tierischen Bewohner.
Etwa zwei Kilometer entfernt liegt ein Heiligtum des zu römischer Zeit in Kourion verehrten Apollon Hylates. Einige der Ausgrabungsfunde werden im kleinen Kourion-Museum im Dorf gezeigt.

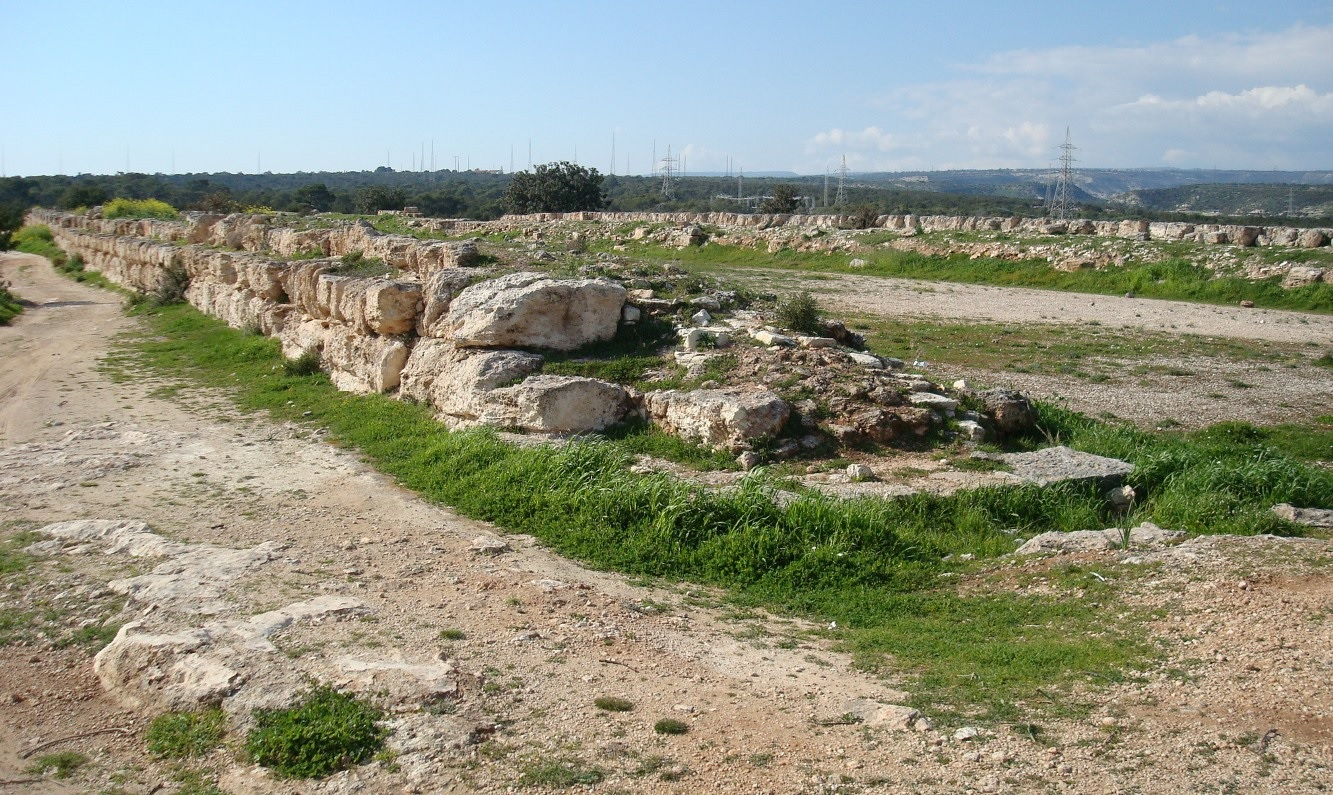
Blick in das Stadion von Kourion

Etwa einen Kilometer westlich befindet sich das Stadion von Kourion.